# 阿里安娜·加里博蒂
阿里安娜·加里博蒂（義大利語：Arianna Garibotti，1989年12月9日—），意大利女子水球运动员。她曾代表意大利国家队参加2016年夏季奥林匹克运动会水球比赛，结果获得一枚银牌。